# قصبة بطليوس

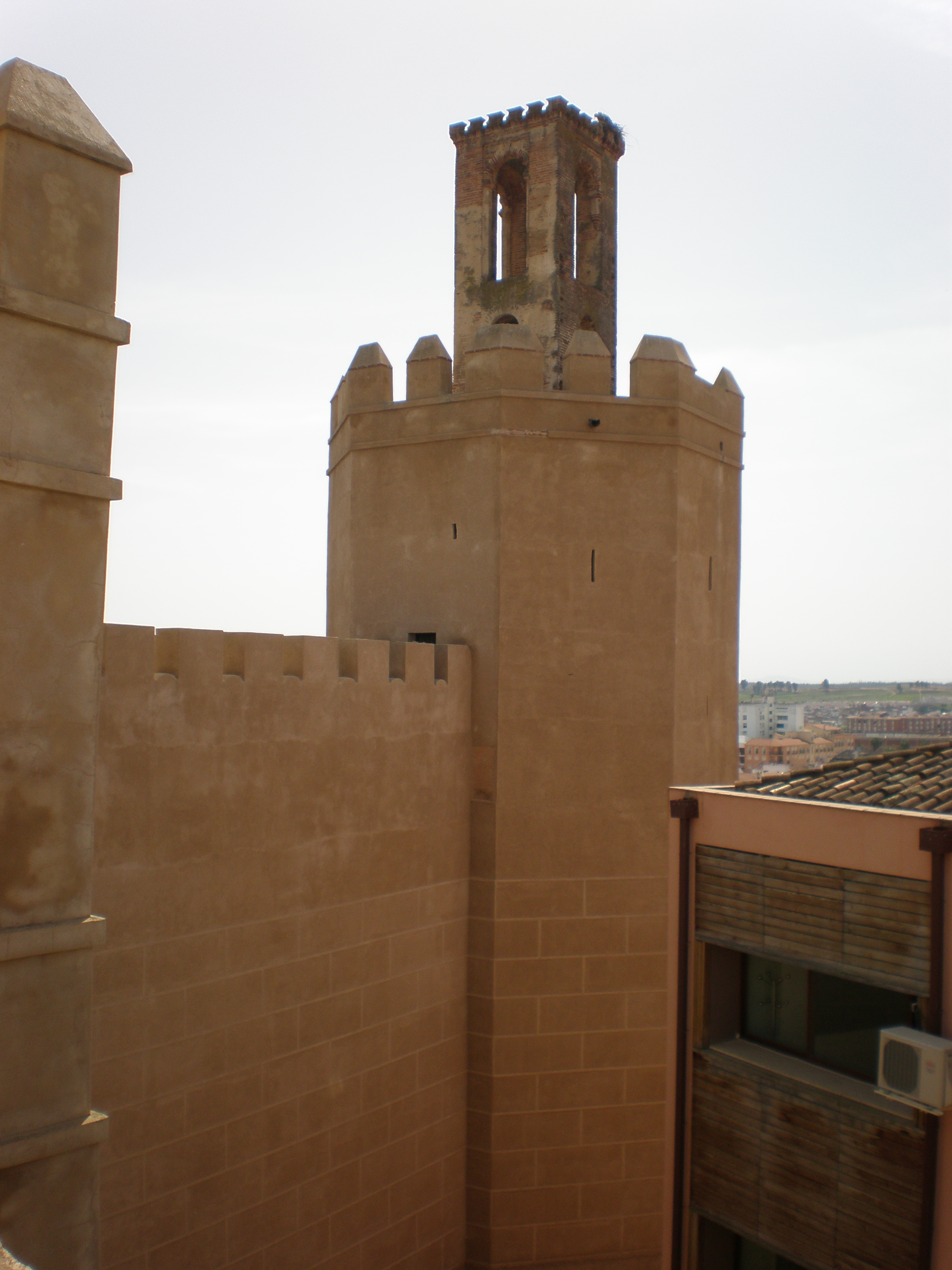
برج إسبانتابيروس (بالإسبانية: Torre de Espantaperros)، أهم أبراج القلعة. يرجع تاريخه إلى عصر الموحدين.

قصبة بطليوس (بالإسبانية: Alcazaba de Badajoz)‏ هي قصبة أندلسية من أعظم قصبات الأندلس ضخامة. تقع في مدينة بطليوس بمنطقة إكستريمادورا. بنى القصبة على شكلها الحالي الموحدون في القرن الثاني عشر الميلادي، لكنها كانت قائمة منذ القرن التاسع الميلادي تقريبًا، أي مع تأسيس مدينة بطليوس نفسها. في القرنين الحادي عشر والثاني عشر الميلاديين كانت القصبة مقرا سكنيا لحكام طائفة بطليوس.

## موقع القلعة
تقع القصبة في مدينة بطليوس بمنطقة إكستريمادورا بالغرب الإسباني، وتشغل بقعة كبيرة فوق الربوة المشرفة على نهر وادي يانة شرقي الزاوية التي ينحرف إليها النهر حين ينساب إلى حدود البرتغال.

## تاريخ القصبة

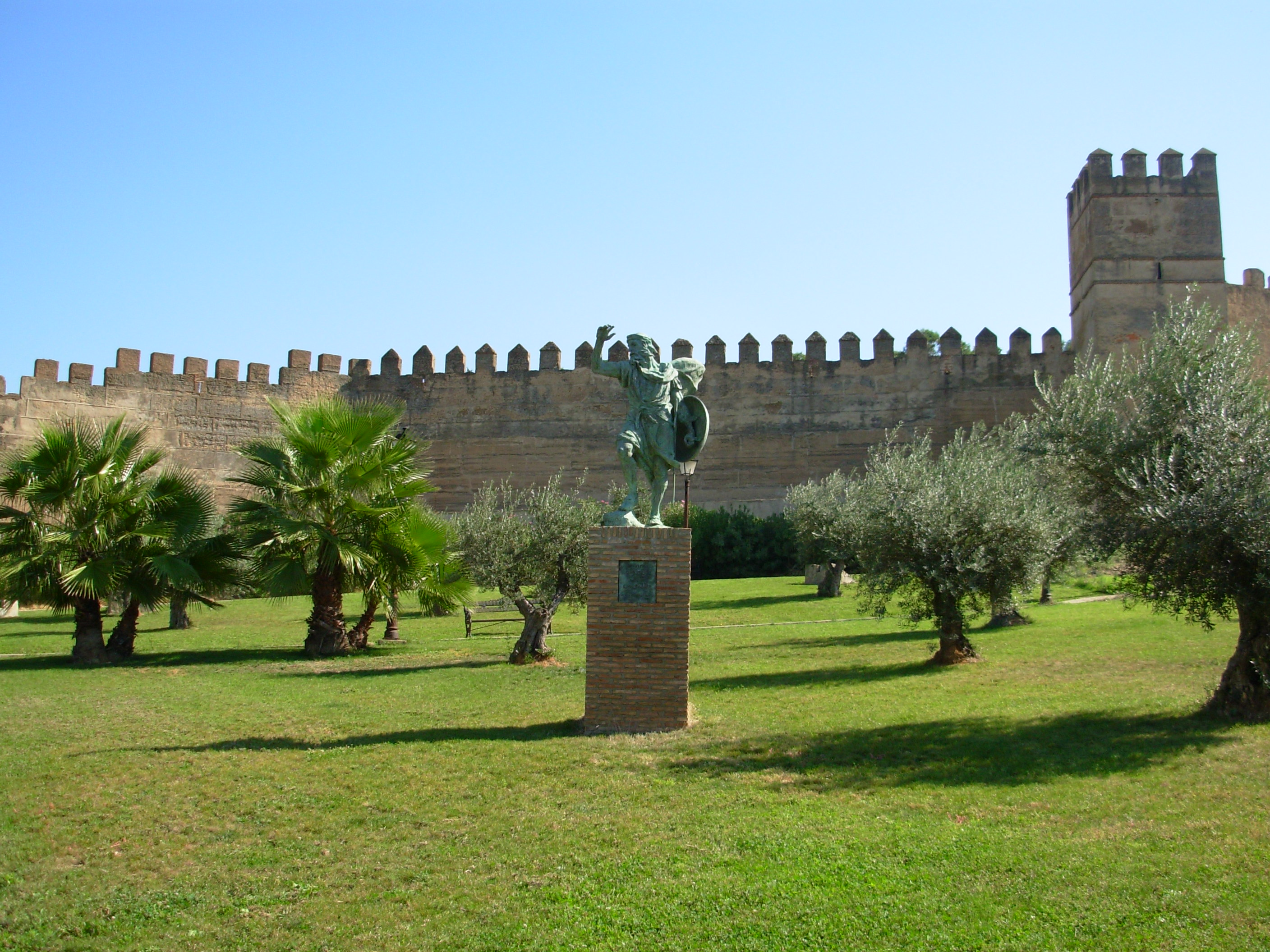
تمثال عبد الرحمن بن مروان الجليقي ـ مؤسس مدينة بطليوس ـ أمام أسوار القصبة

كانت بطليوس حتى النصف الثاني من القرن التاسع الميلادي محلة قوطية خربة، لم يُعنَ بها المسلمون، حتى كان اضطرام الفتنة الكبرى ضد حكومة قرطبة في تلك الفترة، فالتجأ إليها أحد زعماء الثورة المولدين، وهو عبد الرحمن بن مروان الجليقي الثائر بماردة، وبناها وحصنها سنة 875 م.
وفي عهد الأمير عبد الله، في أواخر القرن التاسع، أعلن الجليقي الطاعة، وعاونه الأمير بالمال والرجال على تجديد بطليوس، فابتنى بها الجامع، وابتنى أيضًا مسجدًا داخل القصبة، وعدة مساجد أخرى، وهكذا صارت بطليوس قاعدة أندلسية جديدة ذات أهمية إستراتيجية على الطريق ما بين البرتغال ووسط شبه الجزيرة الإيبيرية.
يرجع تاريخ أسوار القصبة الحالية إلى حقبة الموحدين على الأرجح، مع أجزاء لا تكاد تُذكر يرجع تاريخها إلى الفترة بين عامي 913م و1030م (أيام بني الجليقي وبني الأفطس)، وقد اعتنى الموحدون ـ الذين حكموا الأندلس منذ أواسط القرن الثاني عشر الميلادي ـ بتحصين بطليوس بصفة خاصة، لوقوعها في طرف المملكة الإسلامية، وأمر الخليفة أبو يعقوب يوسف بن عبد المؤمن (حوالي سنة 563 م/1170 هـ) بإنشاء قصبة وأسوار جديدة للمدينة، ومدها بالمياه، وبالتالي فإن الأسوار والأبراج المحيطة اليوم بأطلال قصبة بطليوس هي من إنشاء الموحدين.
كان آخر ترميم للقصبة على أيدي المسلمين في القرن الثالث عشر الميلادي، حين رممها يحيى بن أبي سنان قبل أعوام قليلة من سقوط المدينة في يد ألفونسو الرابع ملك قشتالة.

## التاريخ المعاصر
في القرن التاسع عشر، أنشئ داخل قصبة بطليوس مستشفى عسكري، يحتل جزء منه المكان الذي كان يشغله قديمًا جامع القصبة القديم الذي أنشأه عبد الرحمن الجليقي. وفي 3 يونيو 1931، أعلنت إسبانيا قصبة بطليوس أثرًا قوميًا.